# UCI ProSeries 2023
Die UCI ProSeries 2023 war die vierte Austragung des zur Saison 2020 vom Weltradsportverband UCI eingeführten Straßenradsport-Kalenders unterhalb der UCI WorldTour. Insgesamt wurden 55 Wettbewerbe vom 22. Januar bis 15. Oktober 2023 ausgetragen; davon 33 Eintagesrennen und 22 Etappenrennen.
An den einzelnen Rennen konnten neben UCI ProTeams auch die höchste Kategorie der UCI-registrierten Radsportteams, die UCI WorldTeams teilnehmen. Außerdem konnten UCI Continental Teams, UCI Cyclo-Cross Professional Teams und Nationalteams eingeladen werden.

## Rennen
| Datum                    | Rennen                              | Sieger                                               |
| ------------------------ | ----------------------------------- | ---------------------------------------------------- |
| 22. – 29. Januar 2023    | Vuelta a San Juan Internacional     | Miguel Ángel López (Team Medellin-EPM)               |
| 1. – 5. Februar 2023     | Volta a la Comunitat Valenciana     | Rui Costa (Intermarché-Circus-Wanty)                 |
| 9. – 12. Februar 2023    | Tour de La Provence                 | abgesagt                                             |
| 10. – 14. Februar 2023   | Tour of Oman                        | Matteo Jorgenson (Movistar Team)                     |
| 12. Februar 2023         | Clásica de Almería                  | Matteo Moschetti (Q36.5 Pro Cycling Team)            |
| 15. – 19. Februar 2023   | Algarve-Rundfahrt                   | Daniel Felipe Martínez (Ineos Grenadiers)            |
| 15. – 19. Februar 2023   | Andalusien-Rundfahrt                | Tadej Pogacar (UAE Team Emirates)                    |
| 25. Februar 2023         | Faun-Ardèche Classic                | Julian Alaphilippe (Soudal Quick-Step)               |
| 26. Februar 2023         | Faun Drôme Classic                  | Anthony Perez (Cofidis)                              |
| 26. Februar 2022         | Kuurne-Bruxelles-Kuurne             | Tiesj Benoot (Jumbo-Visma)                           |
| 1. März 2023             | Trofeo Laigueglia                   | Nans Peters (AG2R-Citroën)                           |
| 15. März 2023            | Nokere Koerse                       | Tim Merlier (Soudal Quick-Step)                      |
| 15. März 2023            | Mailand-Turin                       | Arvid de Kleijn (Tudor Pro Cycling Team)             |
| 16. März 2023            | Grand Prix de Denain                | Sebastian Molano (UAE Team Emirates)                 |
| 17. März 2023            | Bredene Koksijde Classic            | Gerben Thijssen (Intermarché-Circus-Wanty)           |
| 19. – 26. März 2023      | Tour of Hainan                      | abgesagt                                             |
| 26. März 2023            | Gran Premio Industria & Artigianato | Ben Healy (EF Education-EasyPost)                    |
| 1. April 2023            | Gran Premio Miguel Induráin         | Ion Izagirre (Cofidis)                               |
| 5. April 2023            | Scheldeprijs                        | Jasper Philipsen (Alpecin-Deceuninck)                |
| 12. April 2023           | Pfeil von Brabant                   | Dorian Godon (AG2R-Citroën)                          |
| 17. – 21. April 2023     | Tour of the Alps                    | Tao Geoghegan Hart (Ineos Grenadiers)                |
| 6. Mai 2023              | Grand Prix du Morbihan              | Arnaud De Lie (Lotto-Dstny)                          |
| 7. Mai 2023              | Tro-Bro Léon                        | Giacomo Nizzolo (Israel-Premier Tech)                |
| 10.-14. Mai 2023         | Tour de Hongrie                     | Marc Hirschi UAE Team Emirates)                      |
| 16. – 21. Mai 2023       | 4 Jours de Dunkerque                | Roman Gregoire (Groupama-FDJ)                        |
| 25. – 28. Mai 2023       | Boucles de la Mayenne               | Oier Lazkano (Movistar)                              |
| 26. – 29. Mai 2023       | Tour of Norway                      | Ben Tulett (Ineos Grenadiers)                        |
| 4. Juni 2023             | Brussels Cycling Classic            | Arnaud Demare (Groupama-FDJ)                         |
| 7. – 11. Juni 2023       | ZLM Tour                            | Olav Kooij (Jumbo-Visma)                             |
| 10. Juni 2023            | Dwars door het Hageland             | Rasmus Tiller (Uno-X Pro Cycling)                    |
| 13. Juni 2023            | Mont Ventoux Dénivelé Challenge     | Lenny Martinez (Groupama-FDJ)                        |
| 14. – 18. Juni 2023      | Belgien-Rundfahrt                   | Mathieu van der Poel (Alpecin-Deceuninck)            |
| 14. – 18. Juni 2023      | Tour of Slovenia                    | Filippo Zana (Team Jayco AlUla)                      |
| 9. – 16. Juli 2023       | Tour of Qinghai Lake                | Henok Mulubrhan (Green Project-Bardiani CSF-Faizane) |
| 22. – 26. Juli 2023      | Tour de Wallonie                    | Filippo Ganna (Ineos Grenadiers)                     |
| 15. – 19. August 2023    | Vuelta a Burgos                     | Primož Roglič (Jumbo-Visma)                          |
| 15. – 19. August 2023    | Dänemark-Rundfahrt                  | Mads Pedersen (Lidl-Trek)                            |
| 17. – 20. August 2023    | Arctic Race of Norway               | Stephen Williams (Israel-Premier Tech)               |
| 23. – 27. August 2023    | Deutschland Tour                    | Ilan Van Wilder (Soudal Quick-Step)                  |
| 3. September 2023        | Maryland Cycling Classic            | Mattias Skjelmose (Lidl-Trek)                        |
| 3. – 10. September 2023  | Tour of Britain                     | Wout van Aert (Jumbo-Visma)                          |
| 10. September 2023       | GP Fourmies                         | Tim Merlier (Soudal Quick-Step)                      |
| 13. September 2023       | Grand Prix de Wallonie              | Gonzalo Serrano (Movistar)                           |
| 14. September 2023       | Coppa Sabatini                      | Marc Hirschi (UAE Team Emirates)                     |
| 14. – 17. September 2023 | Tour of Taihu Lake                  | George Jackson (Bolton Equities Black Spoke)         |
| 16. September 2023       | SUPER 8 Classic                     | Mathieu van der Poel (Alpecin-Deceuninck)            |
| 20. – 24. September 2023 | Luxemburg-Rundfahrt                 | Marc Hirschi (UAE Team Emirates)                     |
| 28. September 2023       | Circuit Franco-Belge                | Arnaud De Lie (Lotto-Dstny)                          |
| 23. – 30. September 2023 | Tour de Langkawi                    | Simon Carr (EF Education-EasyPost)                   |
| 30. September 2023       | Giro dell’Emilia                    | Primož Roglič (Jumbo-Visma)                          |
| 2. Oktober 2023          | Coppa Bernocchi                     | Wout van Aert (Jumbo-Visma)                          |
| 3. Oktober 2023          | Sparkassen Münsterland Giro         | Per Strand Hagenes (Jumbo-Visma)                     |
| 3. Oktober 2023          | Tre Valli Varesine                  | Ilan van Wilder (Soudal Quick-Step)                  |
| 5. Oktober 2023          | Gran Piemonte                       | Andrea Bagioli (Soudal Quick-Step)                   |
| 8. Oktober 2023          | Paris-Tours                         | Riley Sheehan (Israel-Premier Tech)                  |
| 11. Oktober 2023         | Giro del Veneto                     | Dorian Godon (AG2R-Citroën)                          |
| 15. Oktober 2023         | Japan Cup                           | Rui Costa (Intermarché-Circus-Wanty)                 |
| 15. Oktober 2023         | Veneto Classic                      | Davide Formolo ((UAE Team Emirates)                  |

## Teams
Am 12. Dezember 2022 gab die UCI die Registrierung von 18 UCI ProTeams für die Saison 2023 bekannt. Die Teams Lotto Dstny, Israel-Premier Tech und Uno-X hatten sich für eine Lizenz als UCI WorldTeam beworben, hatten jedoch nicht den sportlich geforderten Platz unter den Top 18 im Dreijahresranking 2020–2022 erreicht und wurden deshalb auch als UCI Pro Team lizenziert.
| Name (UCI Code)                               | Betreiber                          | Nationalität       | Radhersteller    |
| --------------------------------------------- | ---------------------------------- | ------------------ | ---------------- |
| Bingoal WB (BWB)                              | TRW' Organisation                  | Belgien            | Ridley           |
| Burgos-BH (BBH)                               |                                    | Spanien            | BH               |
| Bolton Equities Black Spoke Pro Cycling (BEB) |                                    | Neuseeland         | Pinarello        |
| Caja Rural-Seguros RGA (CJR)                  |                                    | Spanien            | Fuji Bikes       |
| Team Corratec-Selle Italia (COR)              |                                    | Italien            | Corratec         |
| Eolo-Kometa Cycling Team (EOK)                | Fundación Contador                 | Italien            | Aurum            |
| Euskaltel-Euskadi (EUS)                       | Fundación Euskadi                  | Spanien            | Orbea            |
| Team Flanders-Baloise (TFB)                   | Wielerclub Eddy Merckxvrienden vzw | Belgien            | Eddy Merckx      |
| Green Project-Bardiani CSF-Faizanè (GBF)      | Aster Sport Limited                | Italien            | Guerciotti       |
| Human Powered Health (HPM)                    | Circuit Global Sports Management   | Vereinigte Staaten | Felt Bicycles    |
| Israel-Premier Tech (IPT)                     | Cycling Academy Ltd.               | Israel             | Factor           |
| Equipo Kern Pharma (EKP)                      | Asociación Deportiva Galibier      | Spanien            | Giant            |
| Lotto Dstny (LTD)                             | Belgian Cycling Project            | Belgien            | Ridley           |
| Team Novo Nordisk (TNN)                       |                                    | Vereinigte Staaten | Colnago          |
| Q36.5 Pro Cycling Team (Q36)                  |                                    | Schweiz            | Scott            |
| TotalEnergies (TEN)                           | SA Vendée Cyclisme                 | Frankreich         | Wilier Triestina |
| Tudor Pro Cycling Team (TUD)                  |                                    | Schweiz            | BMC              |
| Uno-X Pro Cycling Team (UXT)                  |                                    | Norwegen           | Cannondale       |

→ Zu den UCI WorldTeams 2023, siehe UCI WorldTour 2023#Teams.